# Bodelschwinghkirche (Hannover)

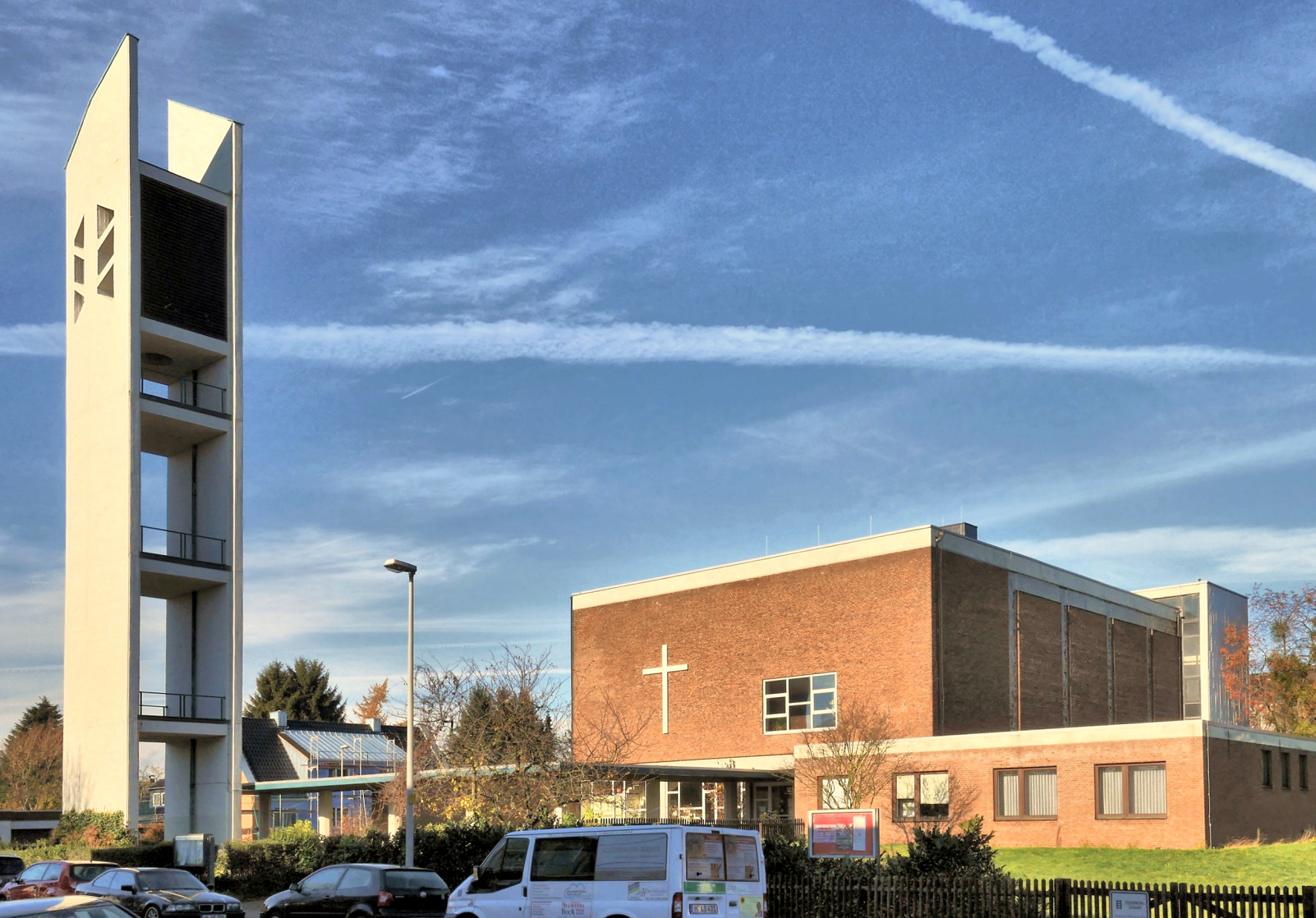
Bodelschwinghkirche, Ansicht 2015

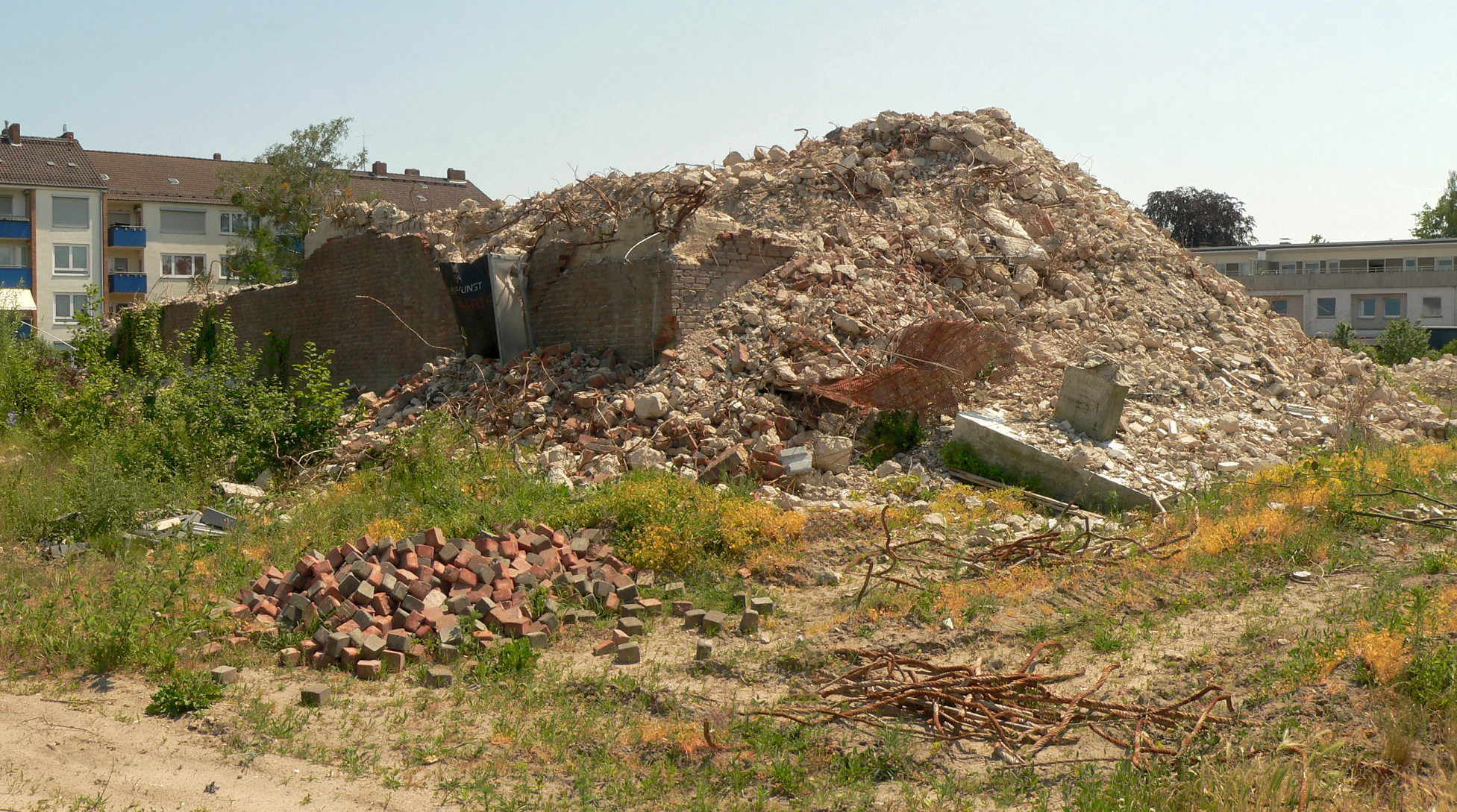
Reste des Kirchenhauptbaus nach dem Abriss, 2023

Die Bodelschwinghkirche  in Hannover im Stadtteil Ledeburg war eine evangelisch-lutherische Kirche unter der Adresse Meyenfeldstraße 1.
Das Sakralgebäude war nach Friedrich von Bodelschwingh benannt. Im Januar 2023 wurde das Gebäude abgerissen.

## Baubeschreibung
Die Kirche war ein zweigeschossiger Bau mit Gemeindesaal und Konfirmandenraum, Sakristei und Eingangshalle im Erdgeschoss. Von dort führte ein Treppenhaus zum Kirchenschiff im ersten Stock. Der Glockenturm stand abseits des Kirchengebäudes in Straßennähe. Den Kirchenbau entwarf der Architekt Wolfgang Rauda. Die Reliefs und die rückwärtige äußere Altarwand mit einer Betonplastik gestaltete der Bildhauer Peter Greve. Der Bildhauer Norbert Labenz schuf 2003 ein Werk an der Altarwand, das in die Dornenkrone integriert ist.

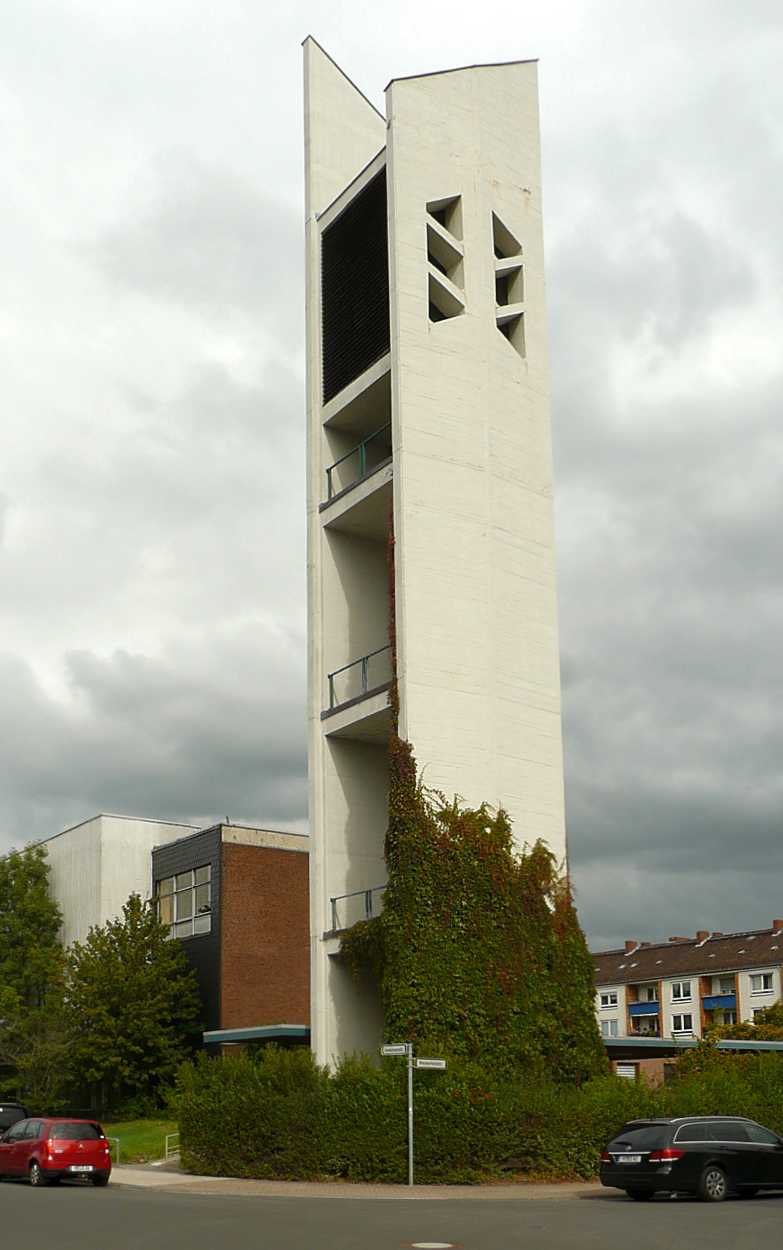
Glockenturm
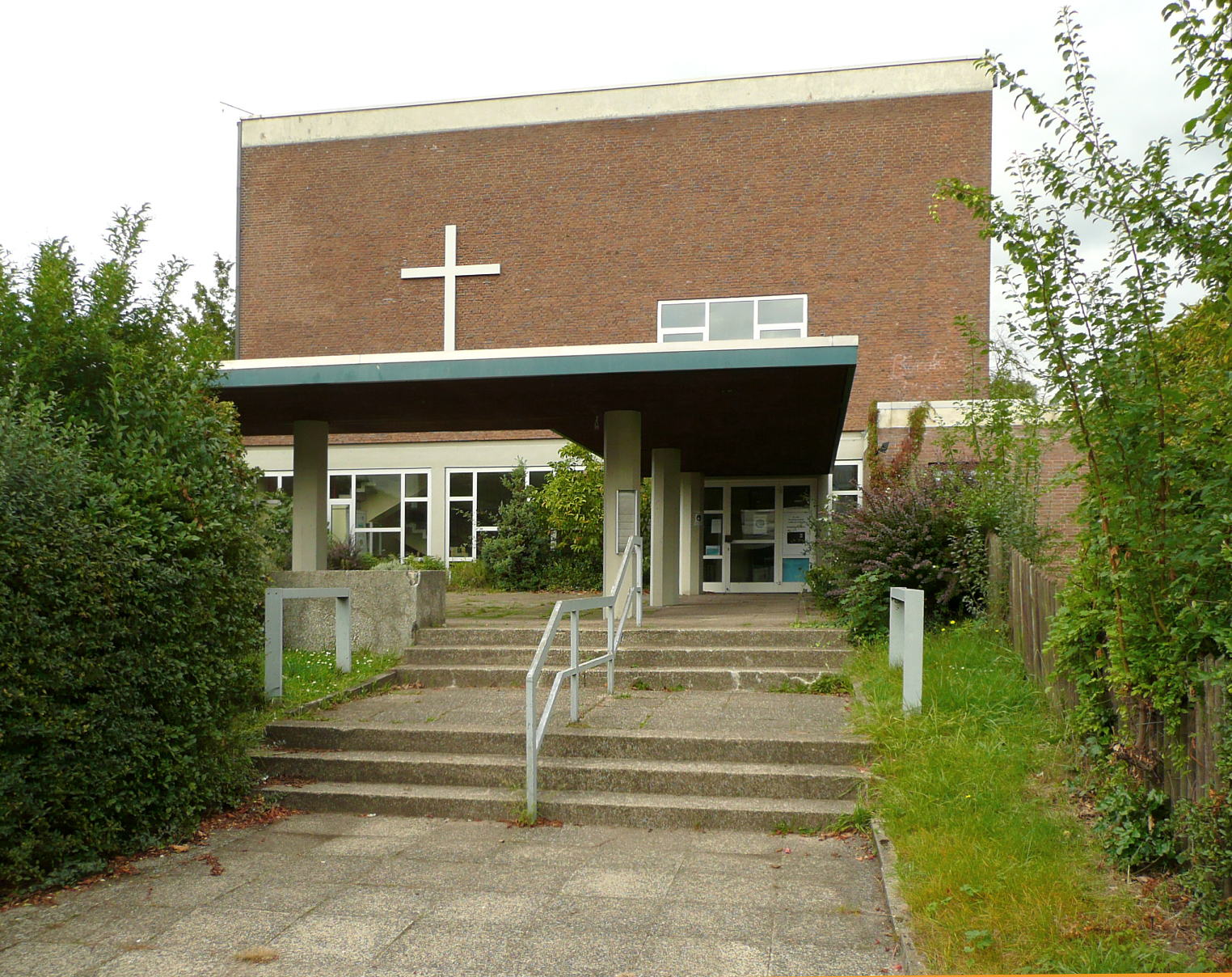
Zugang
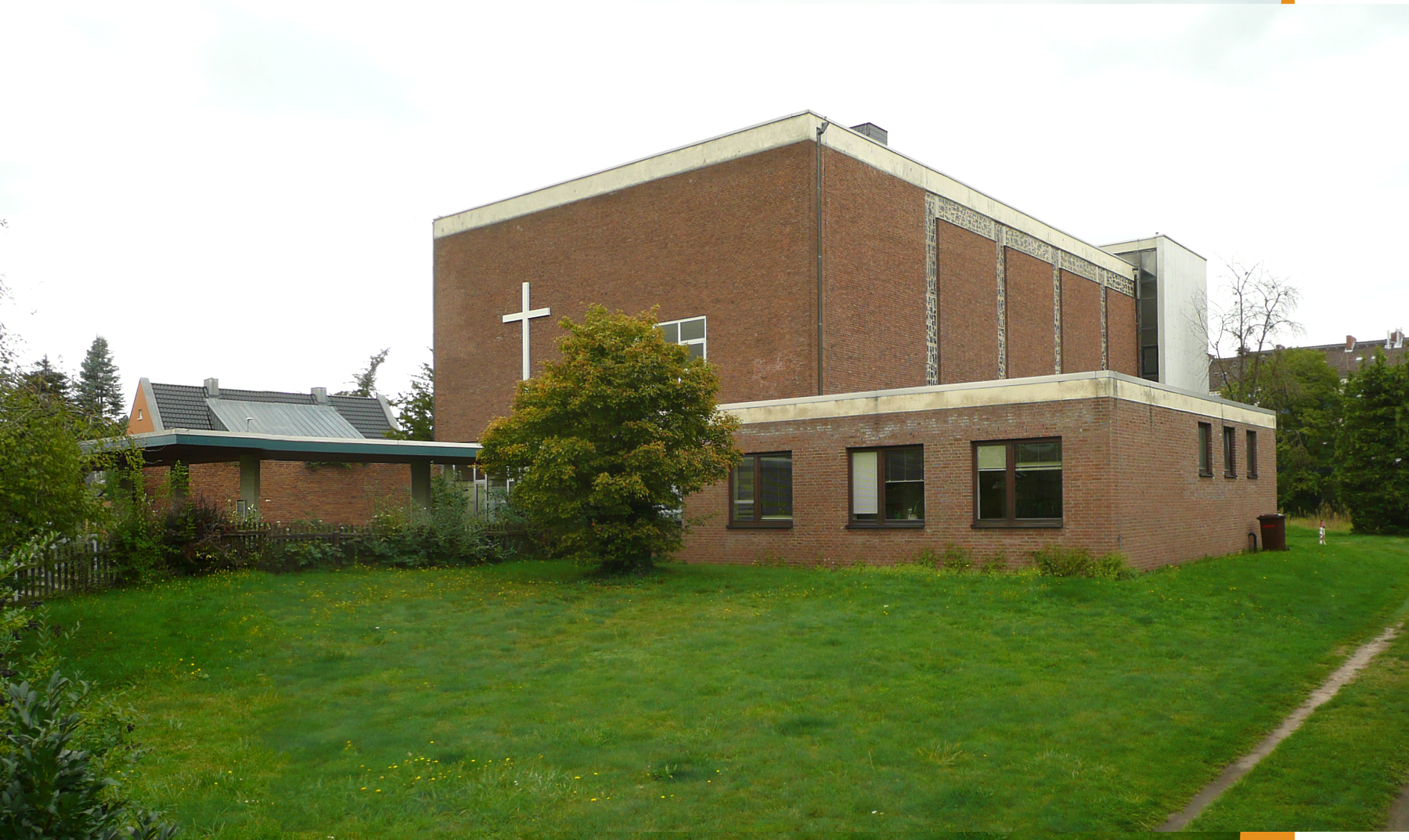
Kirchenschiff und Gemeindebüro
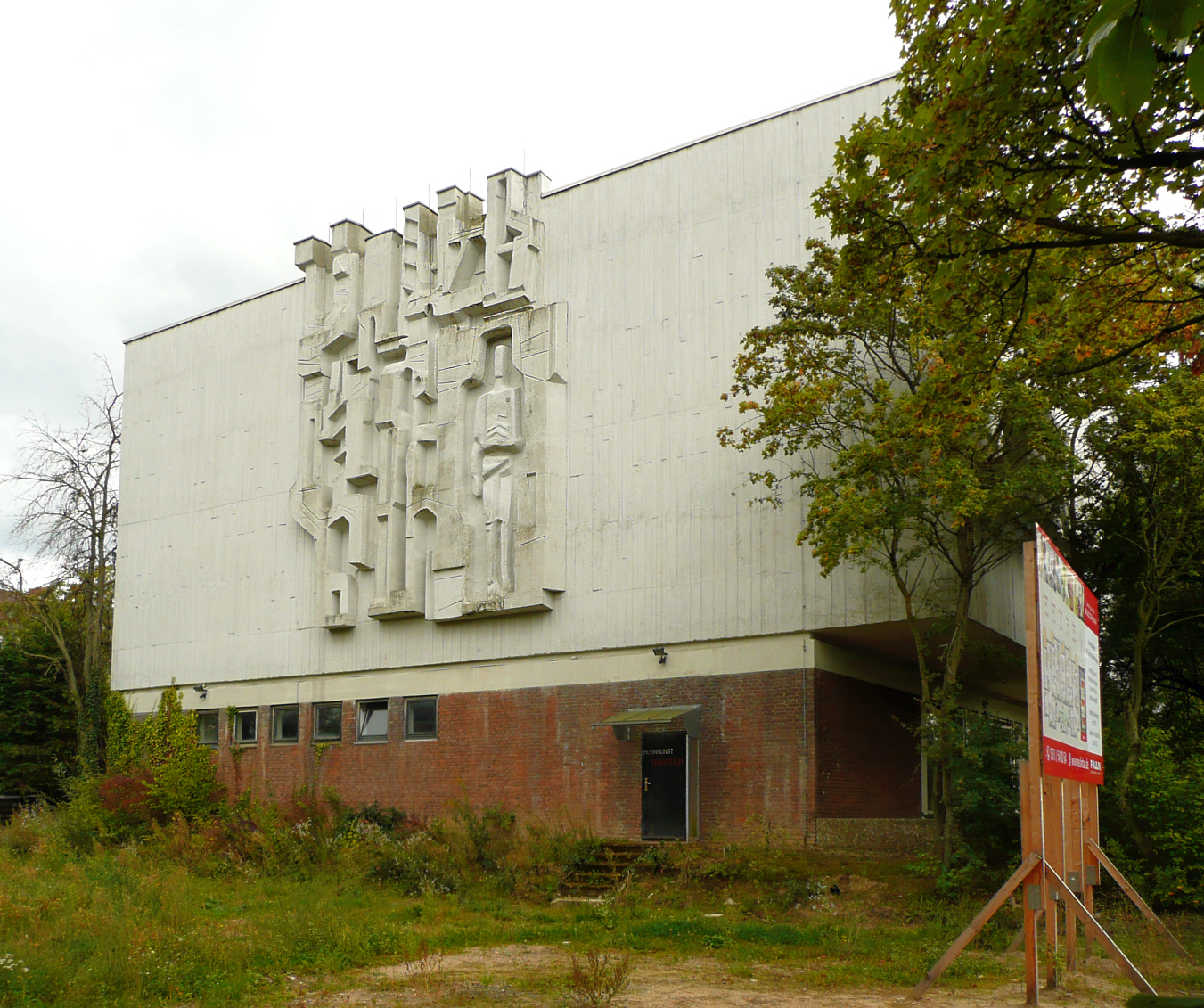
Betonplastik an der Altarseite

## Geschichte
Die Grundsteinlegung erfolgte am 31. Mai 1963, das Richtfest war am 6. November 1963. Im Jahr 1964 wurde die Kirche eingeweiht.
Zu den in der Kirchengemeinde tätigen Geistlichen zählte der Pastor Siegfried Helmer, Mitglied der SPD und der Gewerkschaft IG Metall, der sich auch als Arbeiterpfarrer verstand.
Die Kirche wurde bei einem Festgottesdienst am zweiten Weihnachtstag 2021 von der hannoverschen Regionalbischöfin Petra Bahr entwidmet. Am 1. Januar 2022 ging das Areal in das Eigentum eines Bauunternehmens über, das anstelle der Kirche Wohngebäude mit 45 Wohnungen errichten will. Die Kirchengemeinde Ledeburg-Stöcken fusionierte am 1. Januar 2024 mit der Kirchengemeinde Herrenhausen-Leinhausen zur Emmaus-Kirchengemeinde-Hannover und ist in der Herrenhäuser Kirche beheimatet.